# Calgary Mavericks
Pour les articles homonymes, voir Mavericks (homonymie).
Maillots
Dernière mise à jour : 26 mai 2015.
Le  Calgary Mavericks Rugby Football Club  est une équipe de rugby canadien, dont les joueurs sont issus de la Calgary Rugby Union, membre de  Rugby Alberta, qui a évolué dans la Rugby Canada Super League.
Les joueurs du club sont issus des clubs de la fédération de Rugby Alberta, une des 10 fédérations qui est représentée dans le championnat national semi-professionnel de la RCSL.
Il est basé à Calgary, la plus grande ville de la province de l'Alberta (Canada). Le club joue au Calgary Rugby Park à Calgary.
Le club a gagné le championnat en 2003 devenant le premier club vainqueur en dehors de la province de Colombie-Britannique, fief du rugby à XV au Canada.

## Histoire
En 1998, la fédération nationale de rugby à XV, Rugby Canada, et les fédérations provinciales se mirent d'accord pour créer la Rugby Canada Super League. Dix fédérations provinciales (et des comités dépendant de celles-ci) furent invitées à concourir dans cette ligue nationale semi-professionnelle.

## Effectif
- James Buchanan
- Sean Compston
- Andrew Derksen
- Craig Dicken
- Aaron Duscherer
- Andy Evans
- Matt Evans
- Vince Fowler
- Mike Hoang
- Peter Houlihan
- Albert Iamartino
- Neil Impey
- Rod Jones
- Jordan Kohn
- John Long
- Dustin MacPherson
- Todd McBride
- Rod Petre
- Carl Pocock
- Todd Purslow
- Ryan Quaife
- Arwel Roberts
- Eddie Sabatie
- Trever Sadler
- Ian Shoults
- Blake Thomas
- Sam Val-Zehen
- Rogan Verboven
- Steve Woodward
- Jon Wright

## Joueurs renommés
- Casey Dunning

## Palmarès
- Champions du Canada en 2003.